# 詩遊記
《詩遊記》（Poetic Journey）是香港亞洲電視一個電視節目，由2006年9月25日至12月1日星期一至星期五晚上09:00至09:30在本港台播出。由倪震主持。
節目介紹中國古代詩人和近代中國文學作家、其生平經歷、寫作背景、創作時候的心景、其名作等。並由兩位香港大專畢業生重遊古人曾經到過的名山勝地，感受文人當年的創作靈感。
在2008年5月，逢星期六早上10:30（後改為早上9:30），在亞視本港台重播。

## 詩人
《詩遊記》電視節目，大約每兩晚介紹一位中國古代及近代文學家，包括：

### 古代詩人
1. 大文豪 蘇軾
2. 詩仙 李白
3. 詩聖 杜甫
4. 大文學家 柳宗元
5. 田園詩人 陶淵明
6. 香山居士 白居易
7. 唐宋八大家之一的 歐陽修
8. 北宋變法的 王安石
9. 詩佛 王維
10. 宋代女詞人 李清照
11. 晚唐詩人 李商隱
12. 南宋詞人 辛棄疾
13. 主張「文以載道」的 韓愈

### 近代詩人
1. 徐志摩
2. 魯迅
3. 聞一多
4. 朱自清

## 每週遊記
- 第1集至第5集：蘇軾（林偉豪（Calvin） 和何傲兒）
- 第6集至第10集：李白（陳嘉勵（Carol）和姜紫藍（Color））
- 第11集至第15集：白居易（陳靈晟（Roy）和梁嘉麗（嘉麗））
- 第16集至第18集：杜甫（吳啟揚（Louis）和蕭麗芳）
- 第19集至第20集：柳宗元（Louis和蕭麗芳）
- 第21集至第22集：歐陽修（Calvin和Color）
- 第23集至第24集：王安石（Calvin和Color）
- 第25集至第26集：陶淵明（Calvin和Color）
- 第27集至第29集：王維（Carol和黃鈺華（華女））
- 第30集至第32集：李清照（Carol和華女）
- 第33集至第36集：李商隱（陳靈晟（Roy）和蕭麗芳）
- 第37集至第38集：辛棄疾（Roy和蕭麗芳）
- 第39集至第40集：韓愈（嘉麗和Louis）
- 第41集至第42集：徐志摩（嘉麗和何傲兒）
- 第43集至第45集；魯迅（嘉麗和何傲兒）
- 第46集至第48集：聞一多（Carol和董玥）
- 第49集至第50集：朱自清（Carol和靜慧博）

## 相關
- 亞洲電視節目列表
- 何傲兒（現為無綫電視藝員）

## 外部連線
- 《詩遊記》亞洲電視台官方網址